# Мир Сайид Али Хамадани

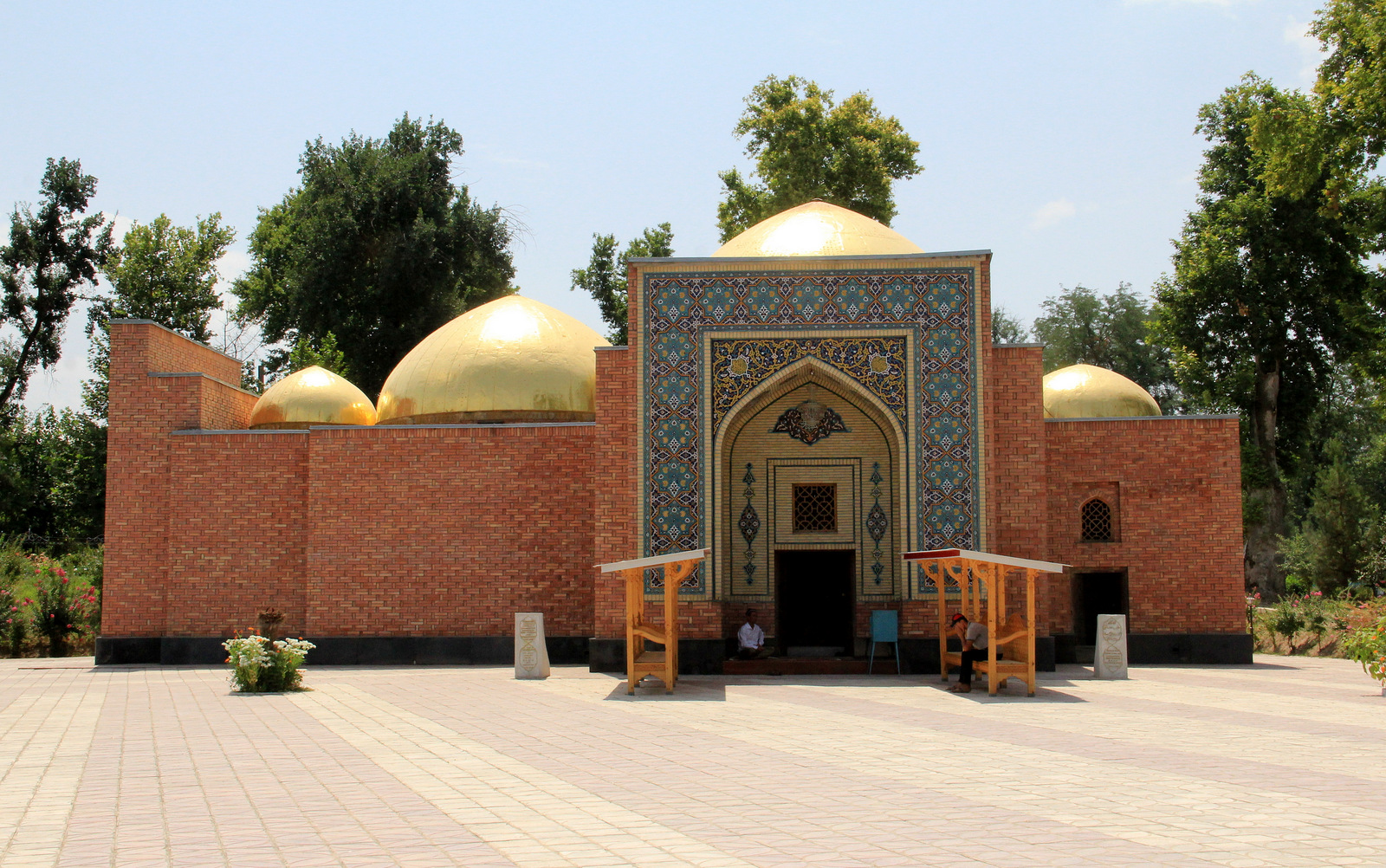
Мавзолей Мир Сайид Али бин Шихаб-уд-Дин Хамадани в городе Куляб

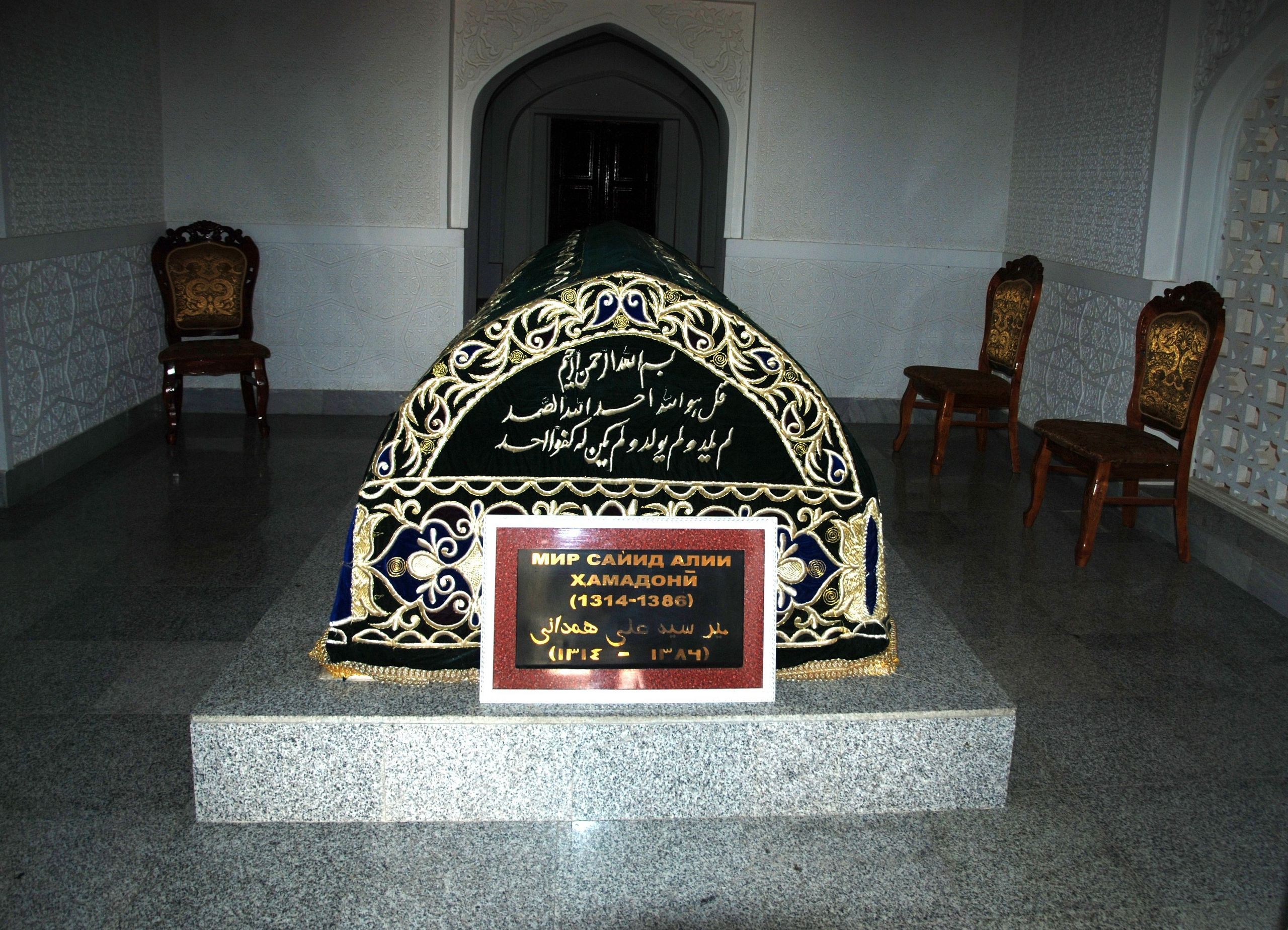

Мир Сайид Али бин Шихаб-уд-Дин Хамадани (перс. میر سید علی شهاب الدین همدانی‎; тадж. Мир Сайид Алии Ҳамадонӣ); 1314 год, Хамадан — 1384, Куляб, похоронен в Хатлоне) — персидский философ суфий из тариката Кубравия, поэт, видный мусульманский ученый-теолог. Хамадани происходил из знатной семьи, в молодости получил суфийское образование. Он много путешествовал, по Персии, Хорасану, Афганистану, Ираку и Шри-Ланке.
В 1379 году он достиг Кашмира. Согласно традиции, он прибыл туда со свитой из 700 последователей. Этот район недавно перешёл в ислам и Сайид Али Хамадани сыграл очень заметную роль в распространении ислама в Кашмире и оказал огромное влияние на культуру долины Кашмира. Имел большое влияние на творчество современников в Кашмире. Также известен как «шах Хамадан» («Король Хамадана», Иран) и как Амири — Кабир  («Великий полководец»). Он написал несколько коротких работ по духовности и суфизму. Хамадани умер на территории современного Афганистана на пути из Сринагара в Мекку во время хаджа, и по его наставлению был похоронен последователями в Кулябе, современный Таджикистан.

## Ранняя жизнь
Титул «Сайид» указывает на то, что он был потомком пророка Мухаммеда, возможно, с обеих сторон его семьи.
Хамадани провел свои ранние годы под опекой Ала уд-Даулы Симнани, известного святого Кубравии из Семнана.
Несмотря на оппозицию своего учителя объяснению Ибн Араби вахдат аль-вуджуд («единство существования»), Хамадани написал Рисала-и-Вуджудийя, трактат в защиту этой доктрины, а также два комментария к Фусус аль-Хикам, работе Ибн Араби об Инсан Камиле.
Хамадани приписывают введение философии Ибн-Араби в Южную Азию.

## Путешествия
Мир Сайид Али Хамадани много путешествовал и проповедовал ислам в разных частях мира таких как Афганистан, Узбекистан, Китай, Сирия, Кашмир и Хорасан.
Третий визит Хамадани был вызван третьим вторжением Тамерлана в Персию в 1383 году, когда он завоевал Ирак и решил уничтожить алавитских сайидов Хамадана, которые до его времени играли важную роль в местных делах.
Поэтому Хамадани покинул свой родной город с 700 сайидами и отправился в Кашмир, где, как он ожидал, он будет в безопасности от гнева Тамерлана.
Он уже послал двух своих последователей: Сайида Тадж ад-Дина Семнани и Мир Сайида Хасана Семнани, чтобы оценить ситуацию.
Сибуд-дин стал последователем Мир Сайеда Хасана Семнани, и поэтому Хамадани был принят в Кашмире королем и его наследником Кутб ад-Дином.
В то время правитель Кашмира находился в состоянии войны с Фируз-шахом Туглаком, султаном Дели, но Хамадани выступил посредником в заключении мира.
Хамдани пробыл в Кашмире шесть месяцев. После Шараф-ад-Дина Абдул-Рахмана Бюль-Бюль-шаха он был вторым важным мусульманином, посетившим Кашмир.
Хамадани отправился в Мекку, а затем вернулся в Кашмир в 1380 году, во время правления Кутб ад-Дина, и провел год, распространяя ислам в Кашмире, прежде чем вернуться в Хорасан через Ладакх в 1381 году.
Он вернулся в Кашмир в третий раз в 1383 году, с намерением остаться на более длительный период, но был вынужден вернуться раньше из-за болезни.
Хамадани умер на обратном пути в Центральную Азию в месте недалеко от современного города Мансехра на северо-западе Пакистана.
Его тело было перенесено его последователями в Куляб, Таджикистан, где и находится его святыня.

## Работы
- Ученые идентифицируют 68 книг и 23 трактат шейха Хамадани (приводится в книге Силар-и Аджам).
- — Аврад-и Фатхия اوراد فتحیه — это краткий сборник, в котором в величественном стиле описываются единство и атрибуты Аллаха. Его дважды в день читают хором после молитв Фаджр и Иша в некоторых суфийских братствах, а также знают наизусть десятки тысяч кашмирцев по всей долине. Даже неграмотные кашмирцы выучили его наизусть. Слово «Аврад» означает повторяющиеся короткие молитвы.
- — Чиль Асрар" — «Сорок секретов\тайн» — относится к суфизму.
- — Захират аль-Мулюк ذخیرۃ الملوک — относится к искусству управления и была дана в качестве совета султану Кутбуддину из Кашмира.
- — Сират ат-Талибин سیر الطالبین
- — Рисаля Дахкаида رساله ده قاعده
- — Мират ат-Талибин مرآت الطالبین
- — Рисаля Машиа Миерия
- — Рисаля Мунаджат в 2 томах
- — Рисаля Фатвия
- — Рисала Зикрия رساله ذکریه
- — Рисаля Фарисия
- — Рисаля Хамадания رساله همدانیه
- — Рисаля Ваджудия
- — Рисаля Игтикадия
- — Мункабатул Джавахир -
- Да Каида — приводит десять правил созерцательной жизни
- — Мувадатуль фи Курба — содержит традиции, связанные с любовью между родственниками.
- — Шарх Фусусуль Хикям شرح فصوص الحکم — это комментарий к трактату Фусус аль-Хикам шейха Ибн Араби.
- — Асрар ан-Нукта اسرار النقطه
- — Машарибудь азвак Шарх Касида Хамрия ибн Фариз аль-Мисри مشارب الاذواق ـ شرح قصیدۂ خمریهٔ ابن فارض المصری — это комментарий к прекрасной Касиде шейха Умара ибн аль-Фариза (ум.1385 г.)
- — Дурру Хакаик Тауба — посвящена природе покаяния
- — Мактубат дурр магрифати сурат ва сират Инсан — рассматривает физические и нравственные особенности человека
- — Рисаля Исталяхат ильмуль Кияфат — это трактат по физиогномике. Его копия хранится в Национальной медицинской библиотеке США.
- — Китабу сабина фи фазаиль Амируль Му`минин — описывает семьдесят достоинств Али.
- — Арбаина амирия — это сорок традиций о будущей жизни человека
- — Раудатуль Фирдаус — это отрывок из более крупного труда под названием «Маназиль ас-Сааликин», посвящённого суфизму
- — Фирдаусуль Ахьяр
- — Маназиль ас-Саликин منازل السالكين
- — Хуласат аль-Манакиб.

## Память

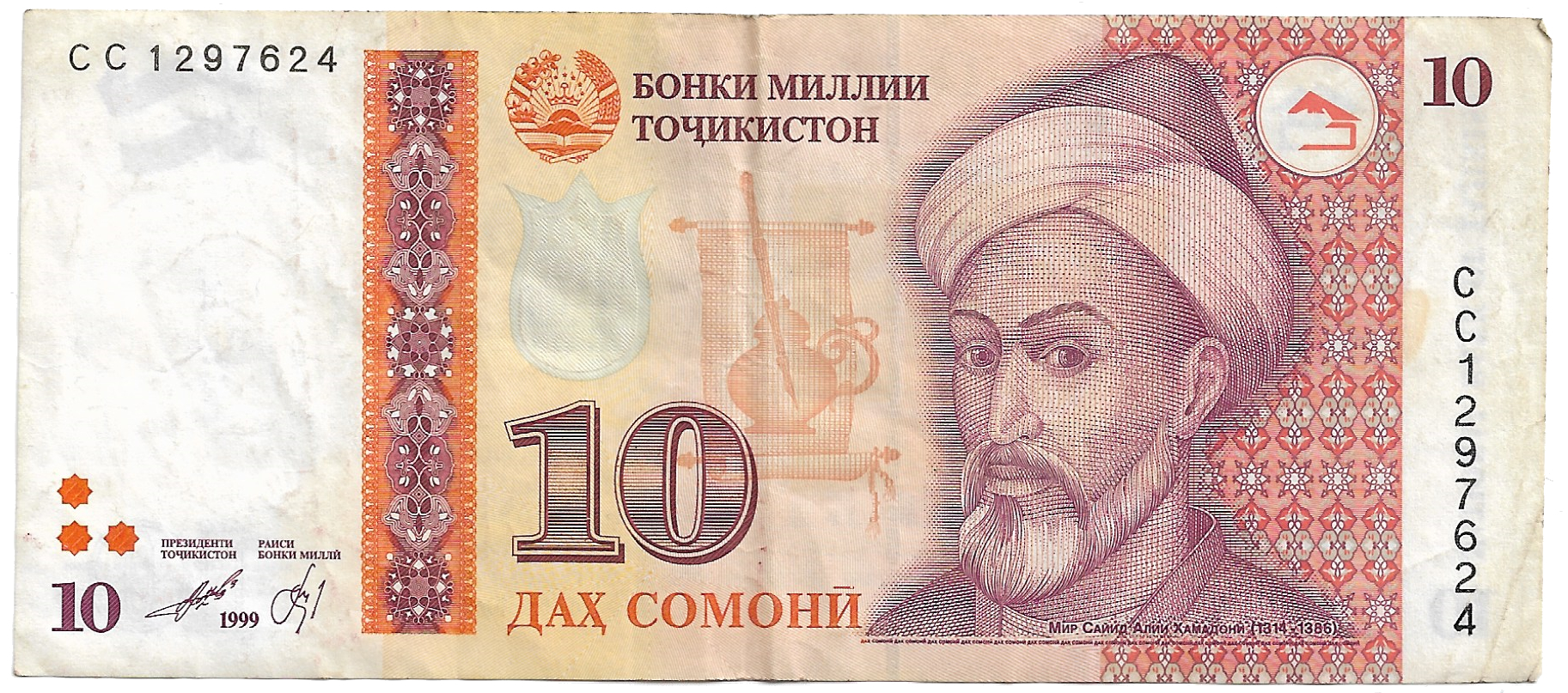
10 таджикских сомони с портретом Хамадани

- Таджикские банкноты в «10 Сомони» включают в себя картину с изображением Хамадани.